# Villards-d’Héria
Villards-d’Héria település Franciaországban, Jura megyében. Lakosainak száma 391 fő (2022. január 1.). Villards-d’Héria Moirans-en-Montagne, Jeurre, Martigna, Lavans-lès-Saint-Claude és Coteaux du Lizon községekkel határos.

## Népesség
A település népessége az elmúlt években az alábbi módon változott:
| Lakosok száma | 341  | 392  | 391  | 460  | 440  | 441  | 409  | 391  | 385  | 391  |
|               | 1968 | 1982 | 1990 | 2006 | 2013 | 2015 | 2017 | 2019 | 2020 | 2022 |